# Solum

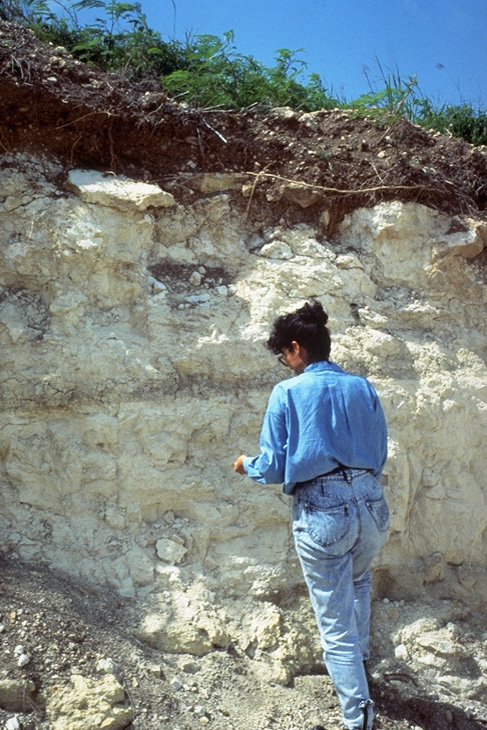
Arawak Serie de tierra. St. Croix, Islas Vírgenes de EE. UU. Solum La profundidad es 11 pulgadas y profundidad de tierra es 14 pulgadas

El solum (plural, sola) en ciencia de suelo son las capas de la superficie y del subsuelo que han sufrido las mismas condiciones de formación. La base del solum es el material parental relativamente no degradado.
Solum y suelos no son sinónimos. Algunos suelos incluyen capas que no se ven afectadas por la formación del suelo. Estas capas no son parte del solum. El número de horizontes genéticos varía de uno a muchos. Una capa superficial de 10 cm de espesor sobre el lecho de roca madre puede ser por sí misma el solum. Un suelo que consiste solo en aluviones depositados recientemente o sedimentos blandos recientemente expuestos no tiene un solum.
En términos de designaciones del horizonte del suelo, un solum consta de horizontes A, E y B y sus horizontes de transición y algunos horizontes O. Se incluyen horizontes con una acumulación de carbonatos o sales más solubles si están dentro o son contiguos a otros horizontes genéticos y se producen al menos en parte en el mismo período de formación del suelo. El solum de un suelo actualmente en la superficie, por ejemplo, incluye todos los horizontes que ahora se están formando. El solum de un suelo no se limita necesariamente a la zona de mayor actividad biológica. Un solum no tiene un espesor máximo o mínimo.
El límite inferior debe estar relacionado con la profundidad de enraizamiento que se espera para las plantas perennes, suponiendo que las condiciones de humedad y la química del suelo no sean limitantes. En algunos suelos, el límite inferior del solum puede establecerse solo de manera arbitraria y debe definirse en relación con el suelo en particular. Por ejemplo, los horizontes de acumulación de carbonato se visualizan fácilmente como parte del solum en muchos suelos en entornos áridos y semiáridos. Es más difícil concebir acumulaciones de carbonato endurecido que se extiendan 5 metros o más por debajo del horizonte B como parte del solum. El material del Gleyed comienza en algunos suelos a pocos centímetros debajo de la superficie y continúa prácticamente sin cambios hasta una profundidad de muchos metros. Gleying inmediatamente debajo del horizonte A es probable que esté relacionado con los procesos de formación del suelo en el suelo moderno. A gran profundidad, es probable que el rejuntado sea relicto o esté relacionado con procesos que son más geológicos que pedologicos. El mismo tipo de problema existe en algunos suelos muy degradados en los que el material más profundo penetrado por las raíces es muy similar al material degradado a mucha mayor profundidad.
En la ley escocesa, el solum es el área de tierra que se encuentra dentro de las paredes o los cimientos de un edificio.